# Erpodiaceae
Erpodiaceae là một họ rêu trong bộ Dicranales.